# Competenza trasversale
Con competenza trasversale s'intende quell'insieme di caratteristiche personali dell'individuo che entrano in gioco quando egli risponde a una richiesta dell'ambiente organizzativo e che sono ritenute essenziali in ambito lavorativo per trasformare una conoscenza in comportamento. Il termine è dunque utilizzato per indicare capacità ad ampio spettro, non specifiche di una professione o di un ambiente organizzativo e applicabili a compiti e contesti diversi. 
Il concetto è simile a quello che in inglese viene denominato core skills, key skills, cross competencies, in tedesco Schlüsselqualifikationen, übergreifende Kompetenzen e in francese compétences transversales. 
Esempio di competenze trasversali: capacità di diagnosi, lingue straniere, di decisione, di comunicazione, di organizzazione del proprio lavoro, di gestione del tempo, di adattamento a diversi ambienti culturali, di gestione dello stress, attitudine al lavoro di gruppo, spirito di iniziativa, flessibilità, visione d'insieme.